# Axinella
Axinella är ett släkte av svampdjur. Axinella ingår i familjen Axinellidae.

## Bildgalleri

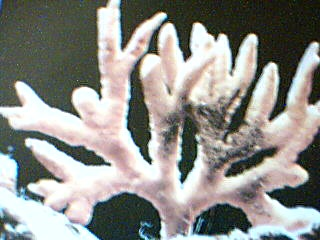

## Dottertaxa tillAxinella, i alfabetisk ordning[1][2]
- Axinella acanthelloides
- Axinella alba
- Axinella amorpha
- Axinella anamesa
- Axinella antarctica
- Axinella arborescens
- Axinella arctica
- Axinella aruensis
- Axinella australiensis
- Axinella babici
- Axinella bidderi
- Axinella blanca
- Axinella brondstedi
- Axinella bubarinoides
- Axinella cannabina
- Axinella centrotylota
- Axinella cinnamomea
- Axinella clathrata
- Axinella columna
- Axinella convexa
- Axinella copiosa
- Axinella cornua
- Axinella corrugata
- Axinella crassa
- Axinella crinita
- Axinella cylindratus
- Axinella damicornis
- Axinella digitiformis
- Axinella dissimilis
- Axinella donnani
- Axinella dragmaxioides
- Axinella egregia
- Axinella estacioi
- Axinella euctimena
- Axinella flabelloreticulata
- Axinella flustra
- Axinella globula
- Axinella guiteli
- Axinella halichondrioides
- Axinella hirondelli
- Axinella hispida
- Axinella incrustans
- Axinella inflata
- Axinella infundibuliformis
- Axinella kirki
- Axinella labyrinthica
- Axinella lamellata
- Axinella lifouensis
- Axinella macrostyla
- Axinella mahonensis
- Axinella manus
- Axinella massalis
- Axinella meandroides
- Axinella meloniformis
- Axinella minor
- Axinella minuta
- Axinella natalensis
- Axinella obtusa
- Axinella parva
- Axinella perlucida
- Axinella phrix
- Axinella pilifera
- Axinella polycapella
- Axinella polypoides
- Axinella pomponiae
- Axinella profunda
- Axinella proliferans
- Axinella pseudominuta
- Axinella pumila
- Axinella pyramidata
- Axinella quercifolia
- Axinella retepora
- Axinella richardsoni
- Axinella rosacea
- Axinella rugosa
- Axinella salicina
- Axinella setosa
- Axinella shoemakeri
- Axinella sinclairi
- Axinella solenoeides
- Axinella symbiotica
- Axinella tenuidigitata
- Axinella tenuis
- Axinella torquata
- Axinella tricalyciformis
- Axinella trichophora
- Axinella vaceleti
- Axinella waltonsmithi
- Axinella vasonuda
- Axinella vellerea
- Axinella weltneri
- Axinella ventilabrum
- Axinella vermiculata
- Axinella verrucosa
- Axinella villosa
- Axinella virgultosa
- Axinella vulgata
- Axinella xutha